# Rumbula

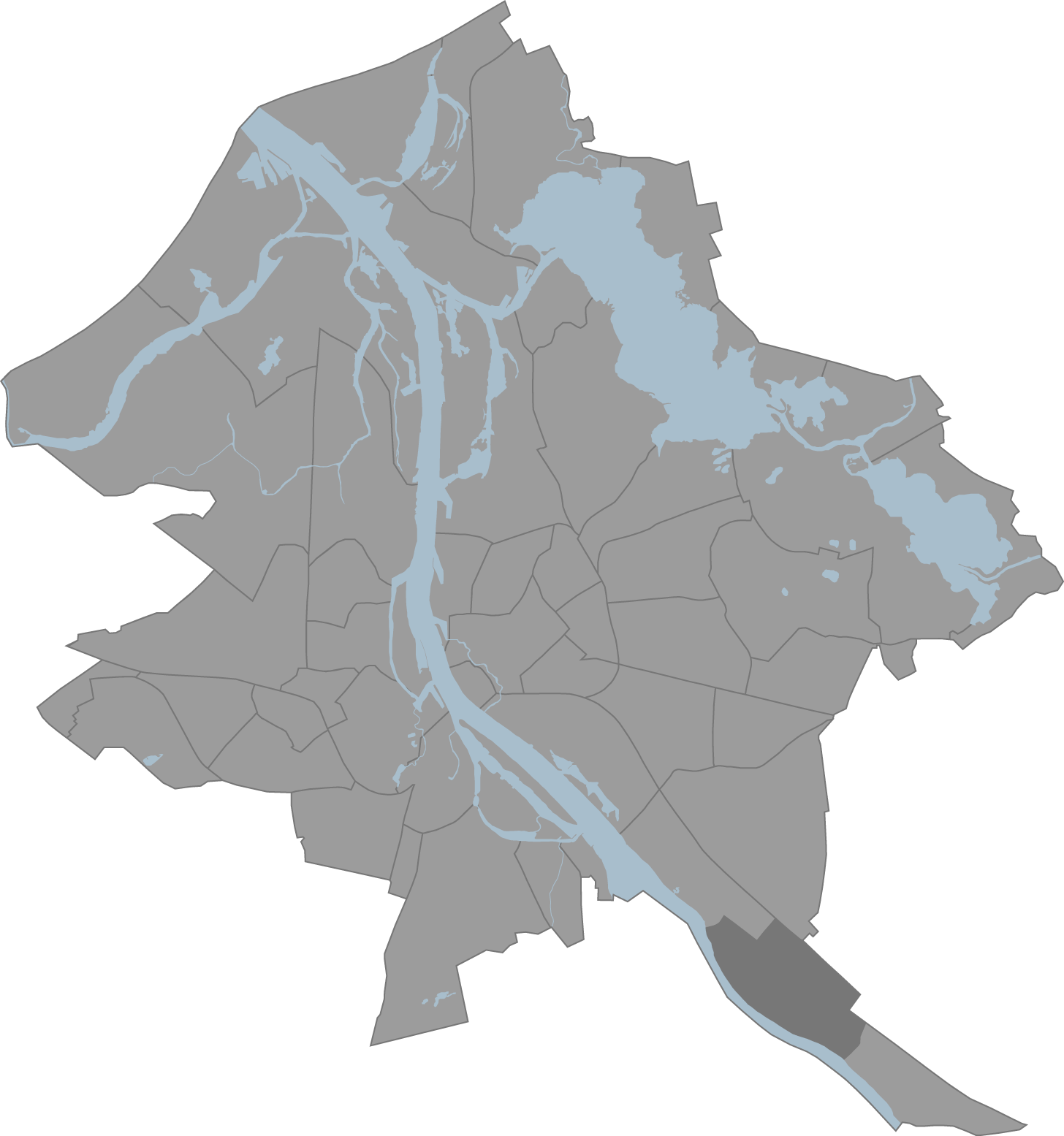
Karta över Riga med Rumbula markerat.

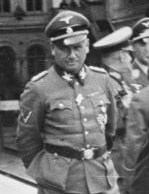
Obergruppenführer Friedrich Jeckeln var högste ansvarig för massakern i Rumbula.

Rumbula är ett skogsområde i sydöstra Riga i Lettland, mest känt som den plats där 25 000 judar mördades 1941.

## Rumbulamassakern
Som ett led i förintelsen i Lettland mördades i Rumbula omkring 25 000 judar under två dagar, den 30 november och den 8 december 1941. Den första av dagarna, den 30 november, har fått namnet ”den blodiga söndagen”.
Massakern förövades av Einsatzgruppe A, en mobil insatsgrupp, med assistans av Arājskommandot, i vilket bland andra Viktors Arājs och Herberts Cukurs ingick, samt lettiska polisstyrkor. Högste ansvarig var SS-Obergruppenführer Friedrich Jeckeln. Bland dem som utförde arkebuseringarna fanns Jeckelns livvakter, däribland Rudolf Endl, Johannes Lüschen, Hermann Krüger och Willi Wedekind, och hans chaufför, Johannes Zingler.
Av de cirka 25 000 offren var ungefär 24 000 lettiska judar från Rigas getto och ungefär 1 000 tyska judar som hade transporterats till Riga per tåg. Ett av offren var historikern Simon Dubnov.

### Jeckeln-systemet
Friedrich Jeckeln hade vid tidigare massavrättningar, i synnerhet i Babij Jar i Ukraina 29–30 september 1941, utvecklat ett system, kallat "Jeckeln-systemet" eller "Sardinenpackung-systemet", vilket syftade till att förenkla arbetet för medlemmarna i Einsatzgruppen och ta vara på gravutrymmet; systemet innebar att offren själva lade sig i massgraven, så att mördarna slapp göra detta. Jeckelns stab utgjordes av olika specialister för olika moment i mördandet; det fanns bland annat Genickschussspezialisten, nackskottsspecialister.
Vid likviderandet av Rigas getto gick mördandet till på följande vis. Medlemmar ur Arājskommandot tvingade ut judarna ur bostäderna. Judarna ställdes upp i grupper om cirka 1 000 personer och föstes till avrättningsplatsen i Rumbula, 12 kilometer sydost om Riga. Vid Rumbula hade tre stora gravar förberetts; de hade grävts av sovjetiska krigsfångar. Judarna tvingades att klä av sig och lämna ifrån sig sina kläder och värdesaker. Därefter tvingades de att springa mellan två led av vakter fram till groparna. Judarna beordrades att lägga sig med ansiktet nedåt i botten på gropen eller ovanpå de personer som nyligen skjutits. De sköts därpå ihjäl med kulsprutepistoler eller halvautomatiska pistoler.